# Ernest Dieltiens
Ernest Dieltiens, né le 19 avril 1848 à Grobbendonk (Belgique) et mort le 3 août 1920 à Pulderbos (Belgique), est un architecte belge qui était actif à Anvers, mais également dans le nord de la Campine.

## Biographie

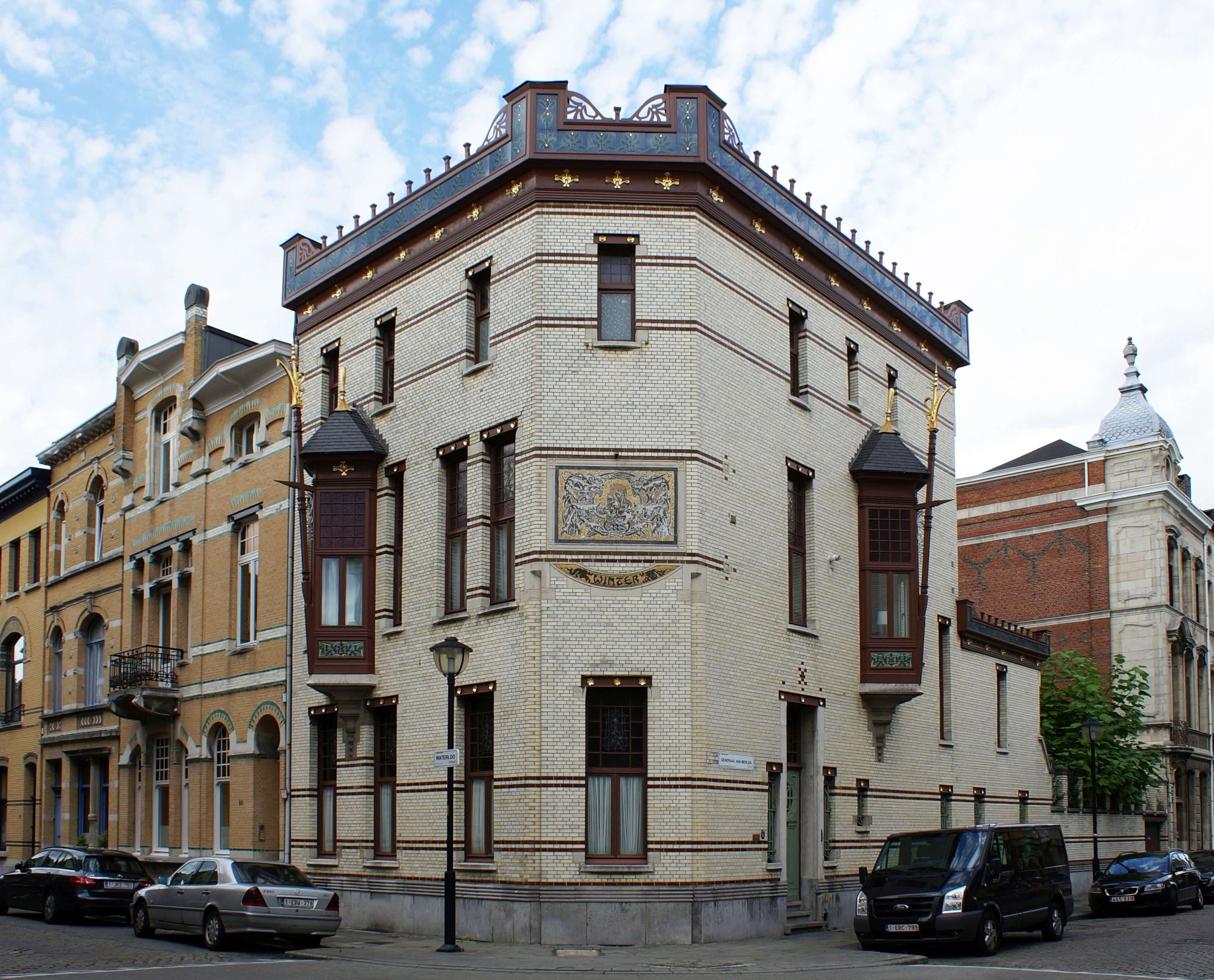
Maison: De Winter. Berchem-Anvers, Generaal Van Merlenstraat 29. Domicile personnel d’Ernest Dieltiens. Conçu par son collègue: Joseph Bascourt.

Ernest Dieltiens était un descendant d'une famille du XVIIe siècle qui produisait dans la région de Grobbendonk des menuiseries, des sculptures et des statues d'église en bois. Il était le troisième des 12 enfants de Joseph Corneel Dieltiëns (1817 - 1900) et de Maria Regina Verhoeven (1823 - 1894). Ernest a épousé Leonardine De Cuyper avec qui il a eu huit enfants. Son fils Maurice (1889-1947) suivit les traces de son père et devint également architecte.

### Carrière
En 1859, à l'âge de 11 ans, il remporta le deuxième prix d'un concours organisé dans treize écoles d'enseignement “primaire" du canton de Herentals. En 1860, la première place a suivi lors d'un événement similaire, dans les cantons de Herentals, Geel et Westerlo.
En 1864, il étudia l'architecture à Anvers. Pendant quatre ans, il a visité le cabinet d'architecte Proost et, pendant trois ans, celui des architectes Jean-Louis et François Baeckelmans.
Vers 1870, il remporta le premier prix d’une épreuve triennale organisée par la Société des Beaux-Arts d'Anvers. L'année suivante, il devint lauréat pour le Prix de Rome, ce qui lui permit d'entreprendre des voyages d'étude à l'étranger aux dépens de l'Etat.
Le séjour de Dieltiens à Anvers a coïncidé avec une période d'expansion urbaine. Ce fait, combiné à ses capacités, lui a valu un emploi considérable. En 1881, la S.A. Compagnie de l'Est d'Anvers fut fondée notamment par les familles nobles Cogels et Osy. Le but de cette entreprise était de transformer la région rurale de Zurenborg en une zone urbaine. En 1882, le conseil municipal approuva un nouveau plan de rue qui donnait le feu vert aux activités de construction dans cette région. La société immobilière travaillait généralement avec les mêmes architectes et Ernest Dieltiens était l'un d'entre eux.
Au total, Ernest Dieltiens a conçu plus de deux cents maisons, ainsi que des bâtiments plus grands tels que des maisons pour personnes âgées et des orphelinats, des églises et un château. En 1898, on lui demanda de planifier l'ancienne Gare de l'Est à Anvers, qui est maintenant la gare centrale en raison de l'expansion de la ville. Ses plans ont été acceptés par la Commission des monuments mais, les dépenses estimées pour la finition dépassant le prix de revient autorisé, les travaux ont été poursuivis par l'architecte  Louis Delacenserie.

### Décès
Ernest Dieltiens est décédé soudainement pendant l'été 1920 à Pulderbos, à l'âge de 72 ans. Il a été inhumé au cimetière de Berchem (Anvers).

## Œuvre(Selection)
1. Anvers:

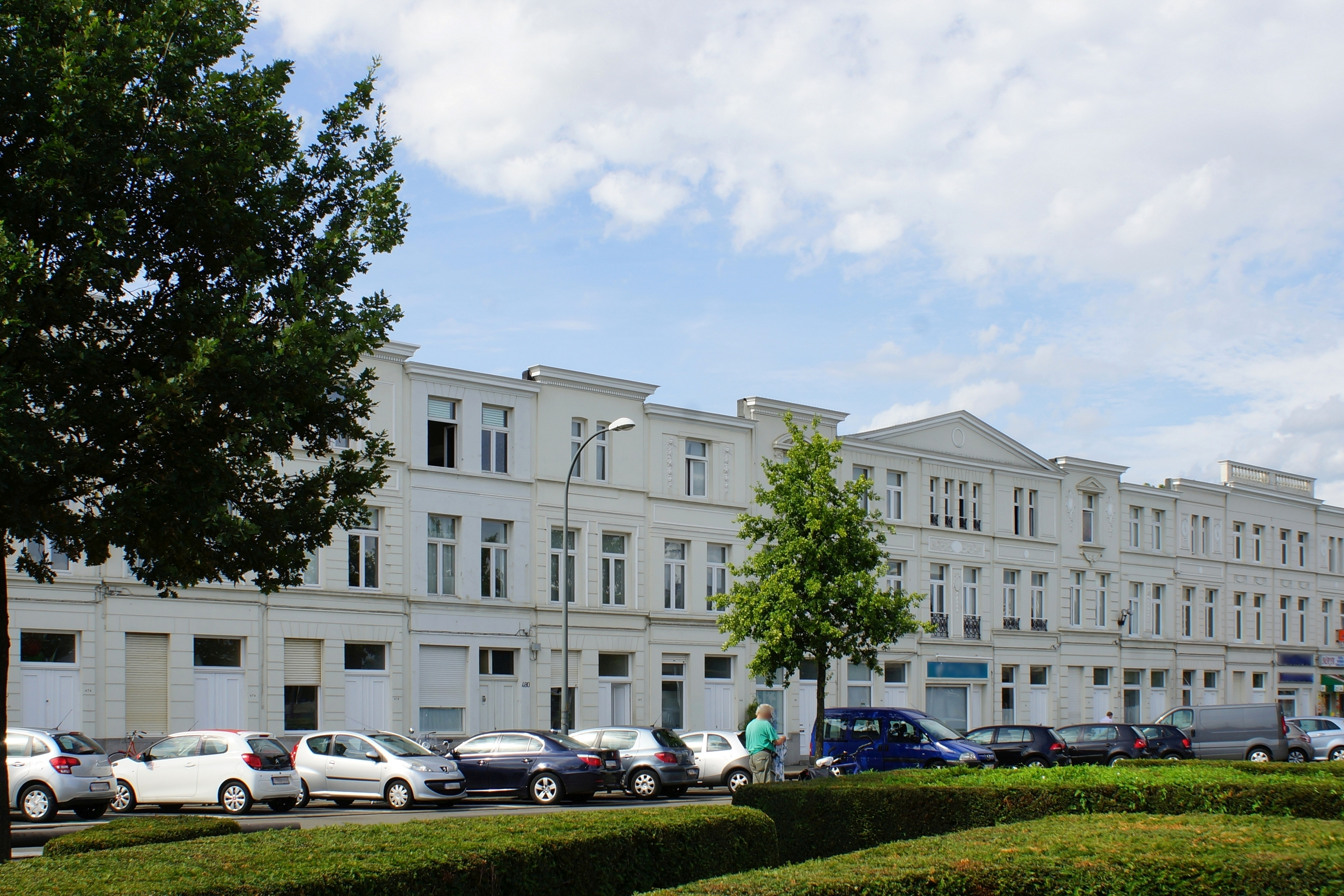
Série de maisons de style néo-classique - Uitbreidingstraat 472 à 508 (Berchem) (1891).

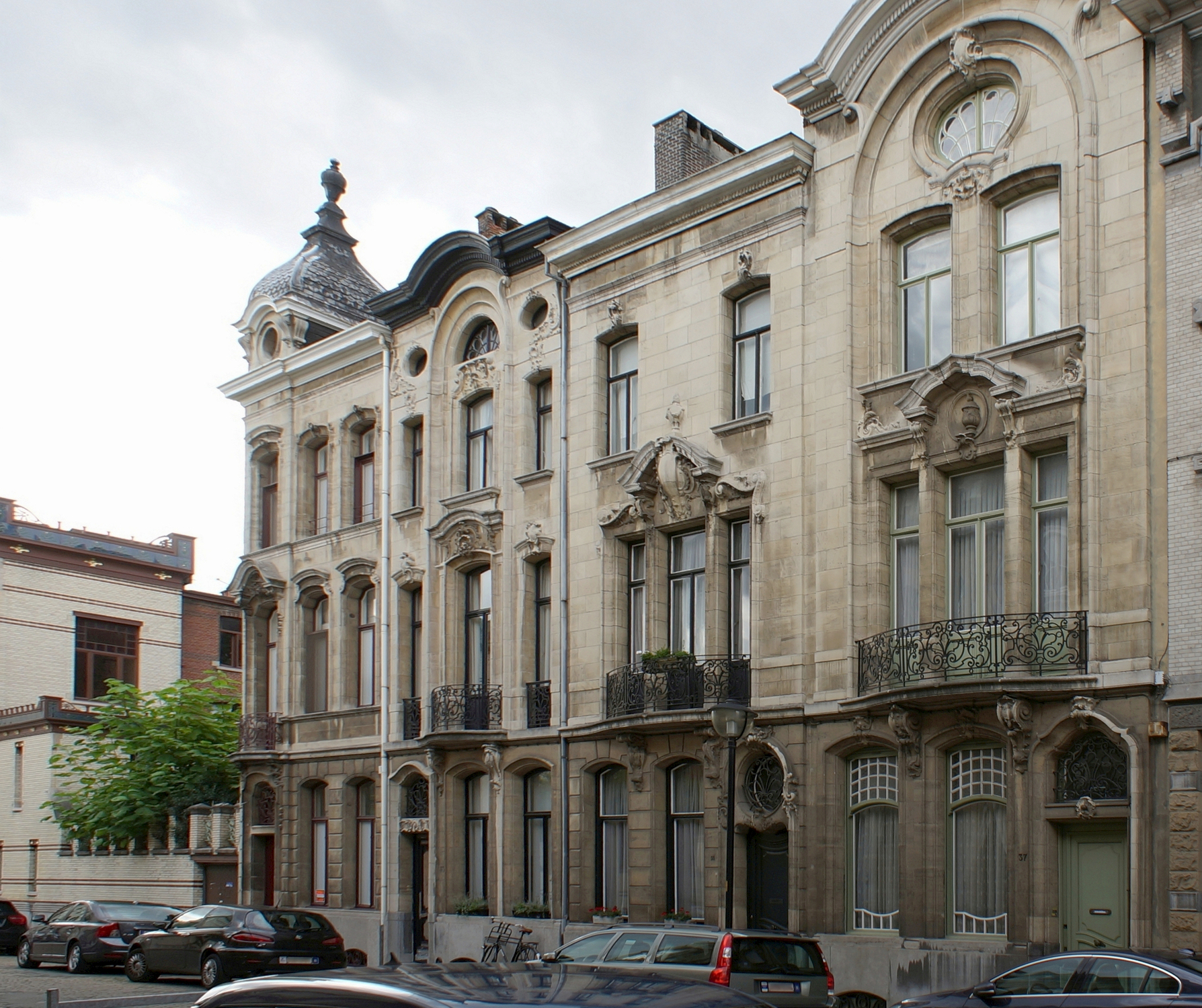
Maisons de ville de style néo-rococo - Generaal Van Merlenstraat 31 à 37 (Berchem) (1901).

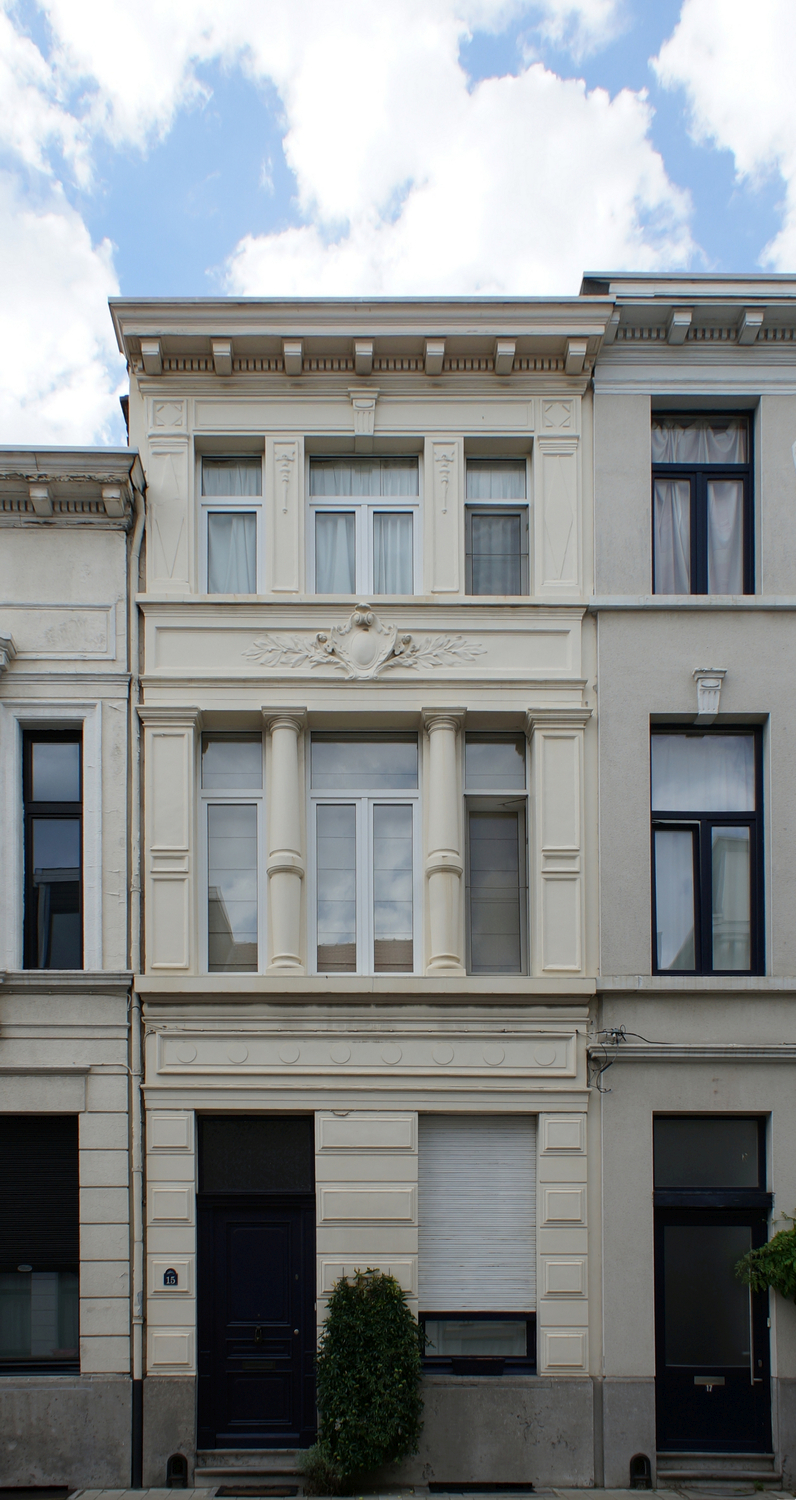
Maison - Dolfijnstraat 15 (Anvers) (1892).

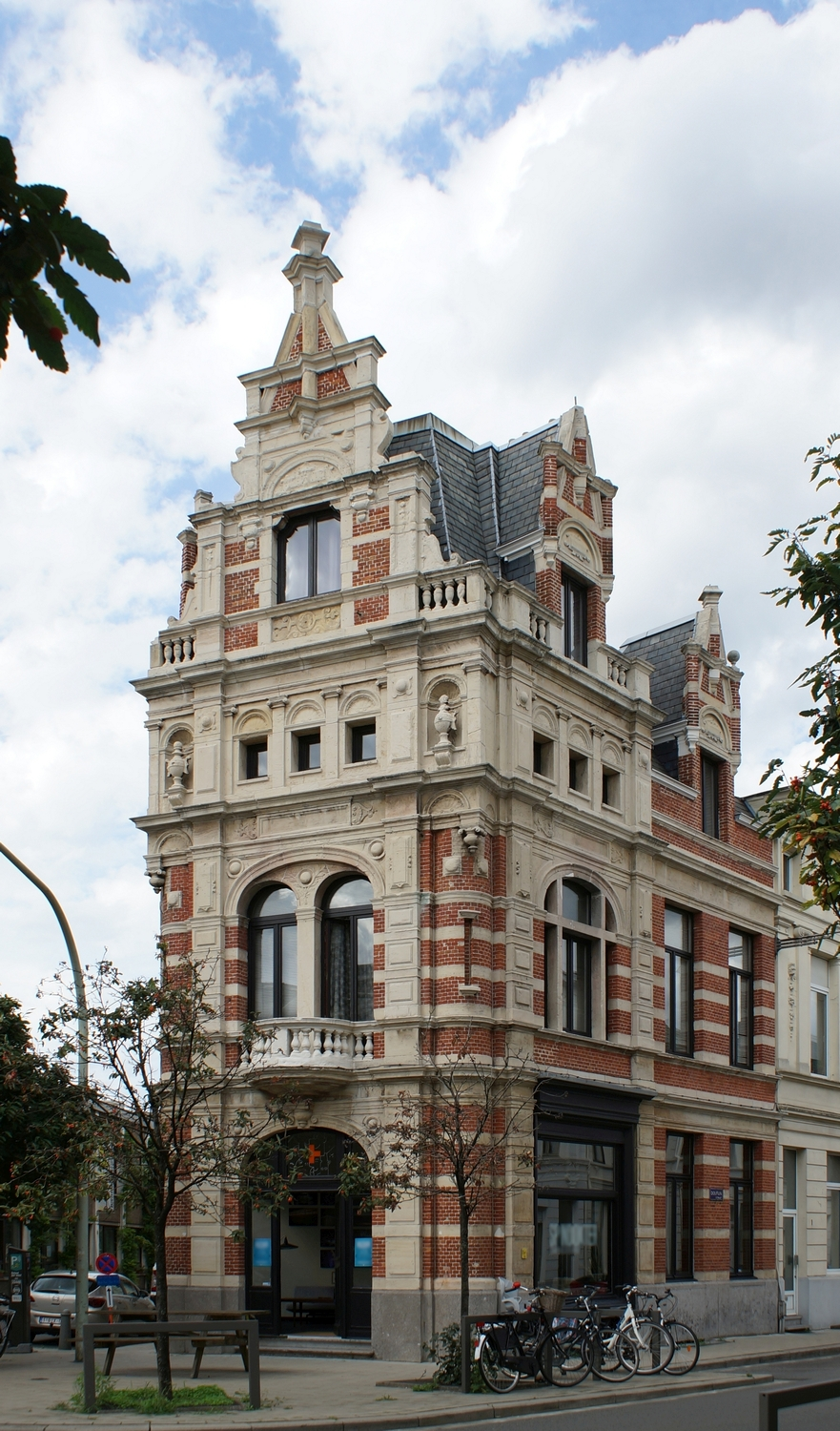
Maison d'angle de style Renaissance néo-flamande - Lange Altaarstraat 29 (Anvers) (1892).

  - 1876-1882: Albert Grisarstraat 17-23 (Professor Claraplein 1) (Anvers): Orphelinat pour filles (plus tard: hôpital pour enfants ‘’Good-Engels’’) de style néogothique;
  - 1880: Walvisstraat 37, 39, 41, 43, 45, 47, 49, 53: maisons de style Renaissance néo-flamande et néo-classique;
  - 1882: Waalse Kaai 14: Zuiderpershuis. À partir de ~ 1975, ce bâtiment est utilisé comme théâtre et centre culturel mondial.
  - 1884: Dageraadplaats 26, 27, 28: maisons de style Renaissance néo-flamande;
  - 1884-1885: Kleinebeerstraat 43 à 59: maisons de style Renaissance néo-flamande;
  - 1887: Grotehondstraat 57, 59, 61: trois maisons de style néo-classique;
Filomenastraat 11 et 15: maisons de style néo-classique;
  - 1887-1889: Kleinehondstraat 8 à 18: résidences de style Renaissance néo-flamande, néo-classique et éclectique;
  - 1888: Lange Van Ruusbroecstraat 54 à 78: maisons de style néo-classique et néo-Renaissance;
Ramstraat 3 à 15: maisons néo-classiques;
  - 1888-1889: Grotebeerstraat 55 à 83: maisons de style néo-classique, néo-Renaissance et éclectique;
  - 1890: Filomenastraat 17, 23 et 25: maisons de style néo-classique;
Leemputstraat 35 à 73: maisons de style néo-classique;
Grotehondstraat 51 et 53: maisons de style néo-classique;
  - 1890-1892: Wolfstraat 3 et 7 à 35: maisons de style Renaissance néo-flamande et de style néo-classique;
Nottebohmstraat 30, 34, 38, 40, 44 à 54: maisons de style Renaissance néo-flamande et néo-classique;
  - 1891: Uitbreidingstraat 472 à 508: maisons de style néo-classique;
Filomenastraat 4 et 6: maisons de style néo-classique;
  - 1892: Grotehondstraat 12, 14 et 16: maisons de style néo-classique;
Nottebohmstraat 28: maison de style Renaissance néo-flamande;
Dolfijnstraat 1 à 17: maisons de style néo-classique et néo-renaissance;
Lange Altaarstraat 29: maison d'angle de style Renaissance néo-flamande;
  - 1894: Tweelingenstraat 31 à 43: maisons de style néo-classique et Renaissance néo-flamande;
Grotehondstraat 22 à 26: maisons de style néo-classique;
Schorpioenstraat 26 à 38: maisons de style néo-classique et Renaissance néo-flamande;
  - 1897-1899: Cogels-Osylei 32 à 40 et 33 à 43: au rond-point: maisons monumentales de style néo-classique;
  - 1900: Leemputstraat 23 à 33: maisons de style néo-classique;
  - 1901: Uitbreidingstraat 44 à 50: maisons de style néo-classique;
Generaal Van Merlenstraat 31, 33, 35, 37, 46: maisons de ville de style néo-rococo;
Leysstraat 28: bâtiment d'angle monumental de style néo-baroque;
  - 1901-1904: Dageraadplaats: église Saint-Norbert de style néo-gothique;
  - 1905: Cogels Osylei 77, 79, 81; maisons de style éclectique;
Waalse kaai: divers entrepôts.
Rubenslei et Van Eycklei: un certain nombre de maisons (actuellement disparues).
2. Ailleurs
  - 1878: Grobbendonk (route entre Herentals et Nijlen): Goorkasteel, également appelé château de Den Huger. Construit en collaboration avec Eugeen Dieltiens[2];
  - 1898: Herentals: monument de la Guerre des Paysans;
  - circa 1900: Lille, Rechtestraat 48: villa en collaboration avec Eugeen Dieltiens;
  - 1901: Arendonk: église Notre-Dame et Saint-Jaques;
  - 1909-1910: Halle (Zoersel): hôtel de ville de style éclectique (de nos jours: bibliothèque);
  - 1911-1913: reconstruction de l'église Saint-Martin à Halle-Zoersel;
  - 1912-1914: Lille: église Saint-Pierre (à l'exception de la tour);
  - 1913: Pulderbos (Zandhoven): agrandissement et reconstruction de l'église néo-gothique Notre-Dame.

## Récompenses et distinctions
- 1871 : prix de Rome belge en architecture[3].
- Professeur d’architecture à l'Académie royale des beaux-arts d'Anvers, de 1885 à 1920.
- Chevalier de l'ordre de Léopold (19 mars 1903)[4].
- Président de la Société Royale des Architectes.
- Membre actif de la Commission Royale des monuments et des sites.
- Membre du comité provincial pour encouragement de l'architecture industrielle.

## Galerie

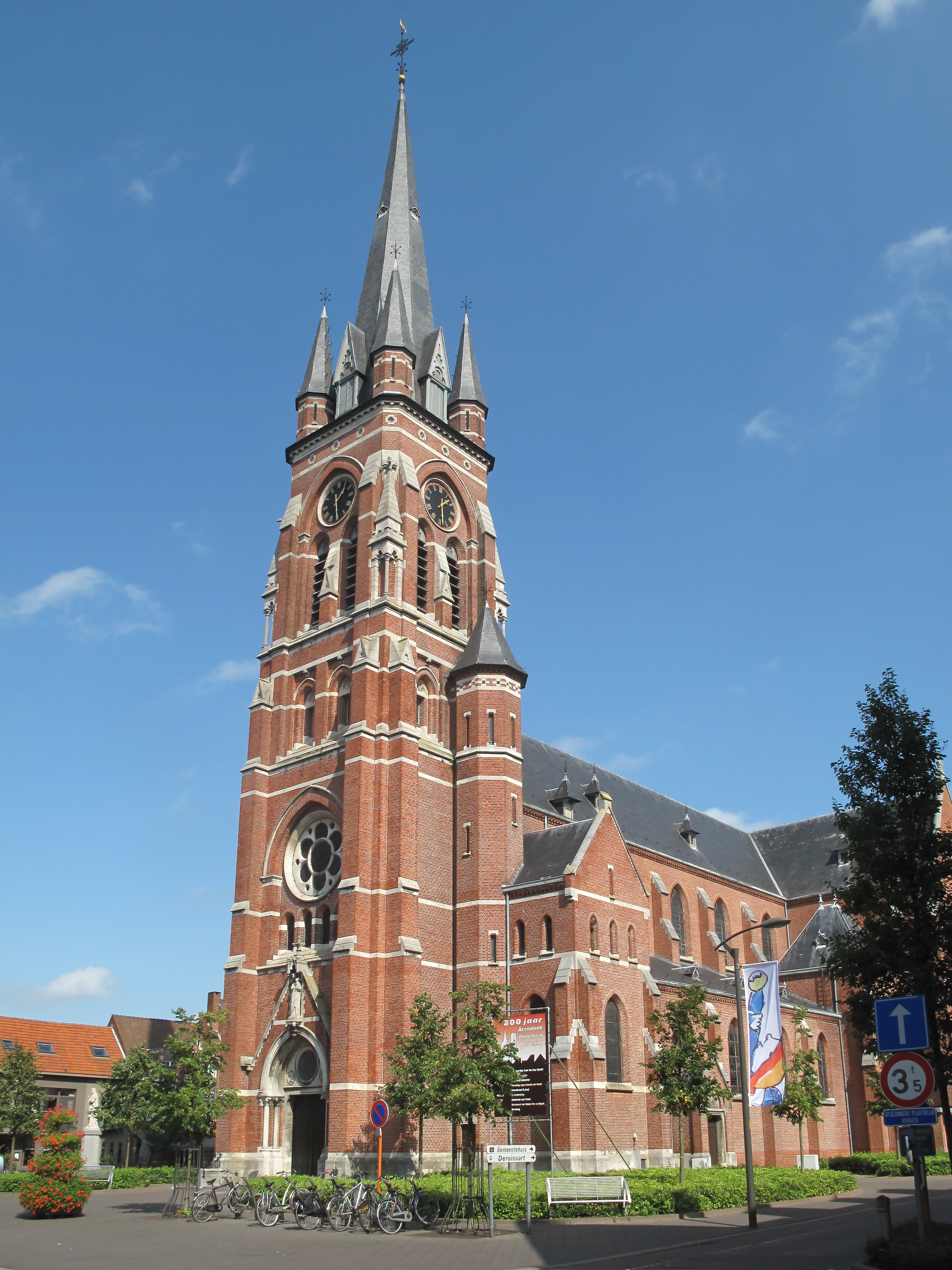
Église néogotique Notre-Dame et Saint-Jaques (Arendonk) (1901).
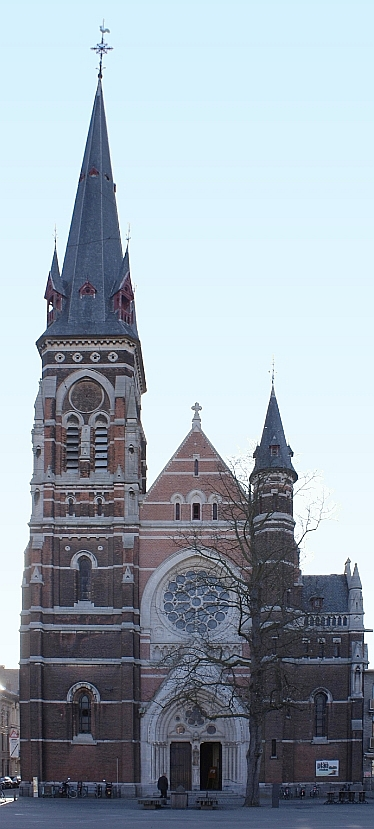
Église Saint-Norbert (Anvers) (1901).
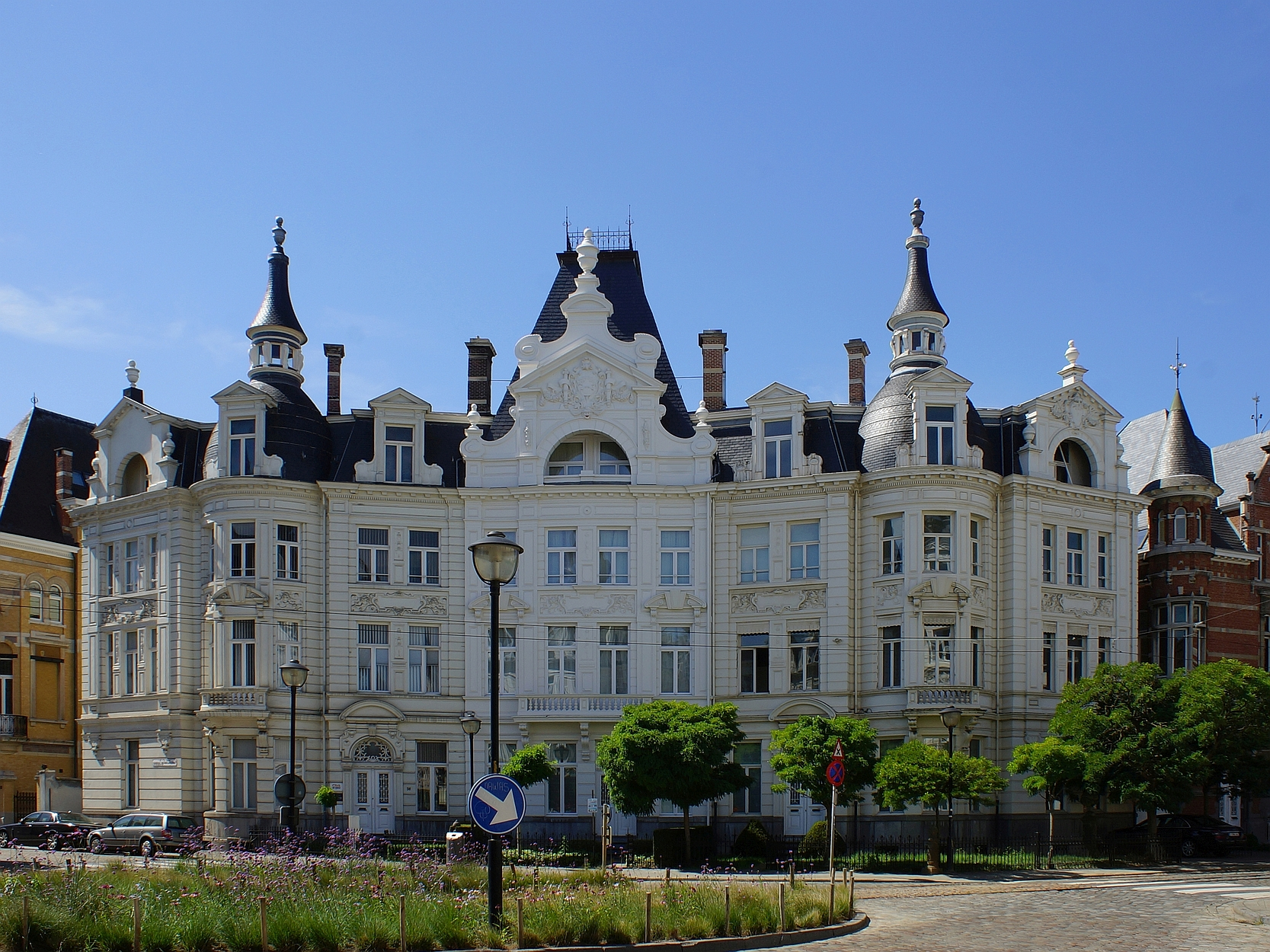
Maisons monumentales - Cogels-Osylei (Berchem) (1897-1899).
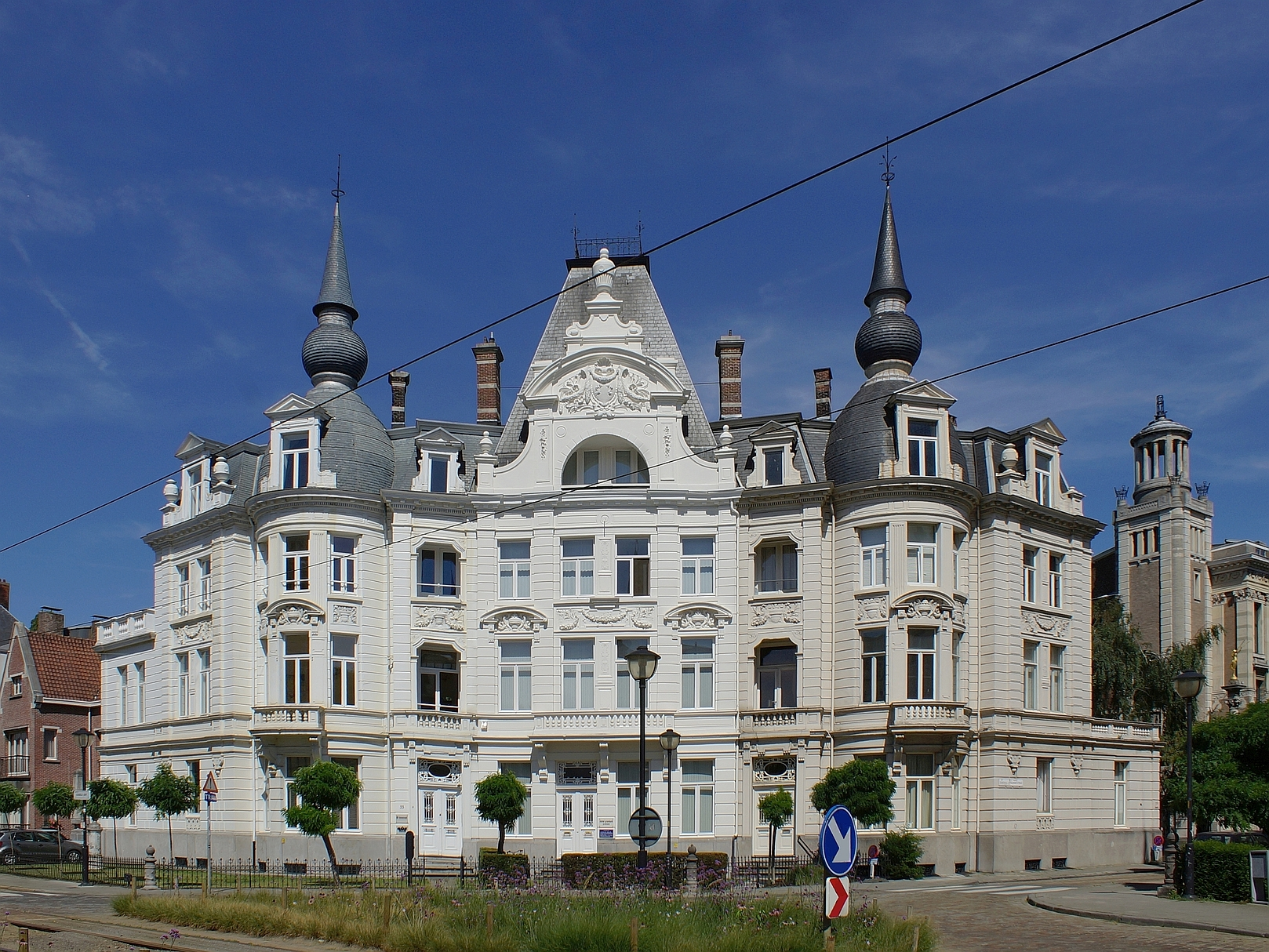
Maisons monumentales - Cogels-Osylei (Berchem) (1897-1899).
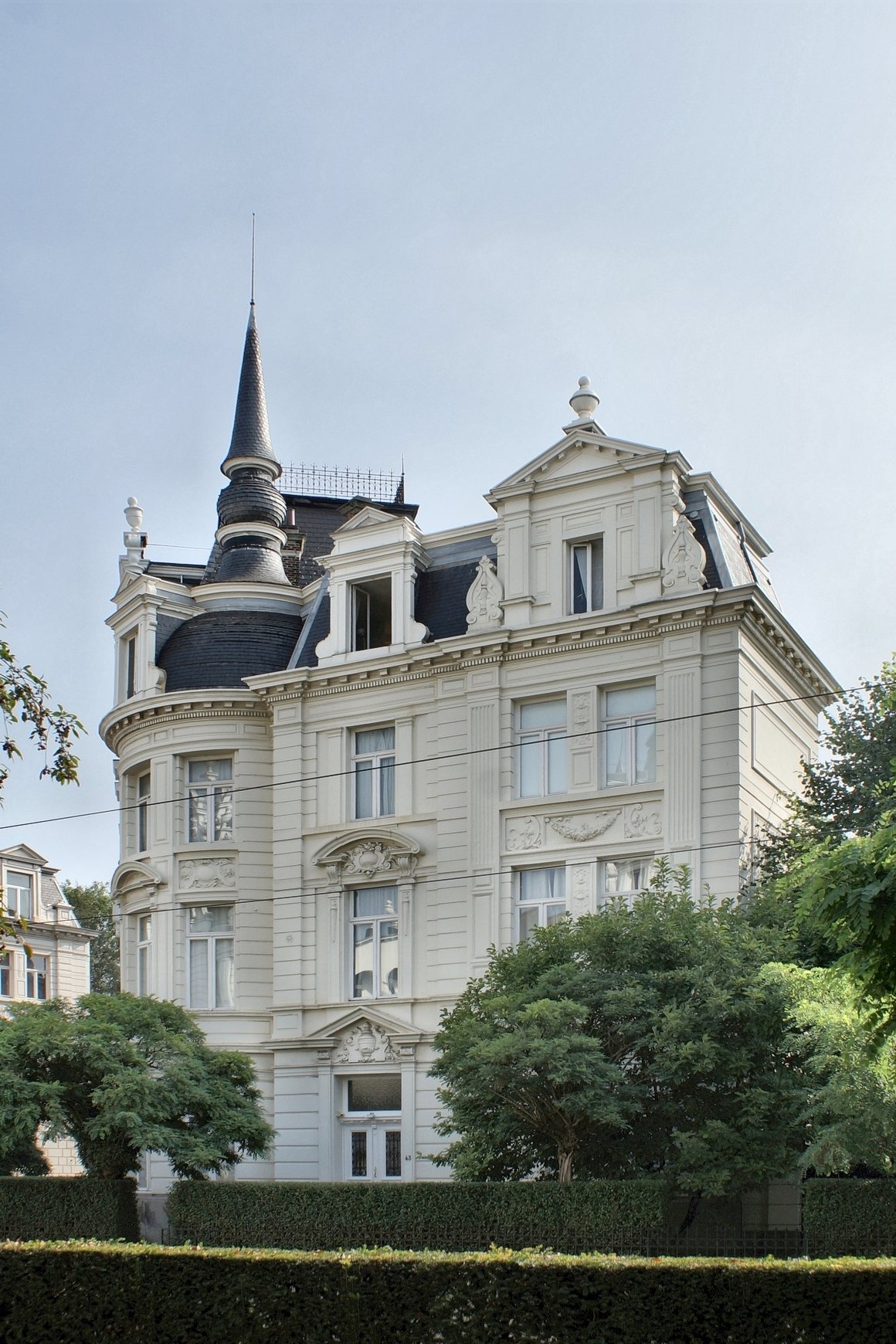
Maison de ville monumentale - Cogels-Osylei 43 (Berchem) (1897-1899).
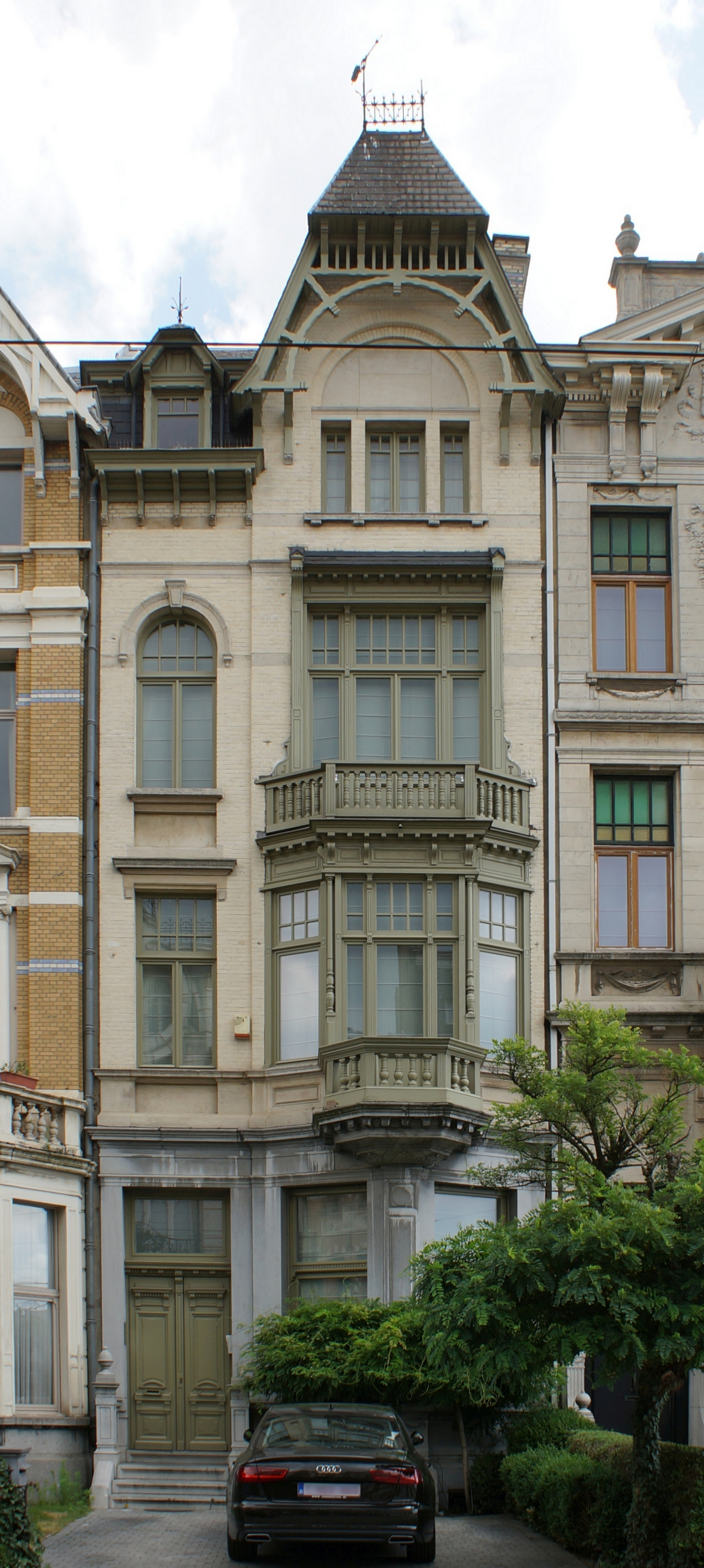
Maison de ville, Cogels-Osylei 77 (Berchem) (1905).
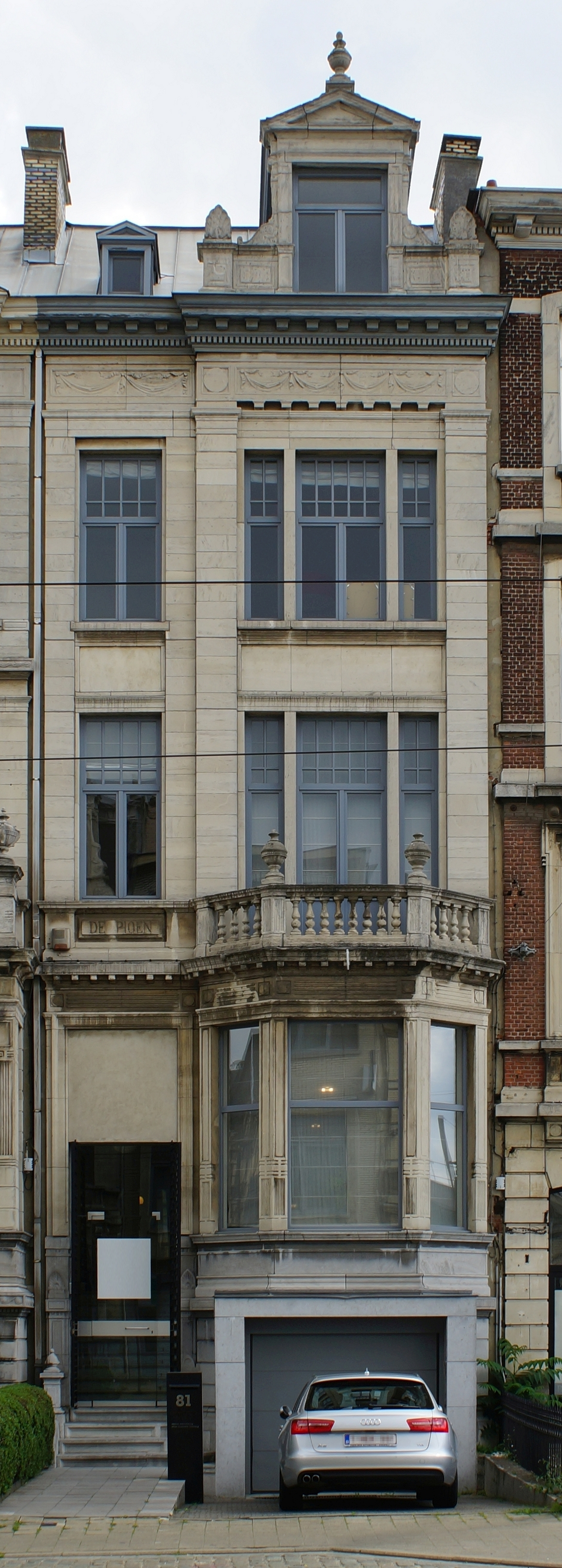
Maison de ville, Cogels-Osylei 81 (Berchem) (1905).
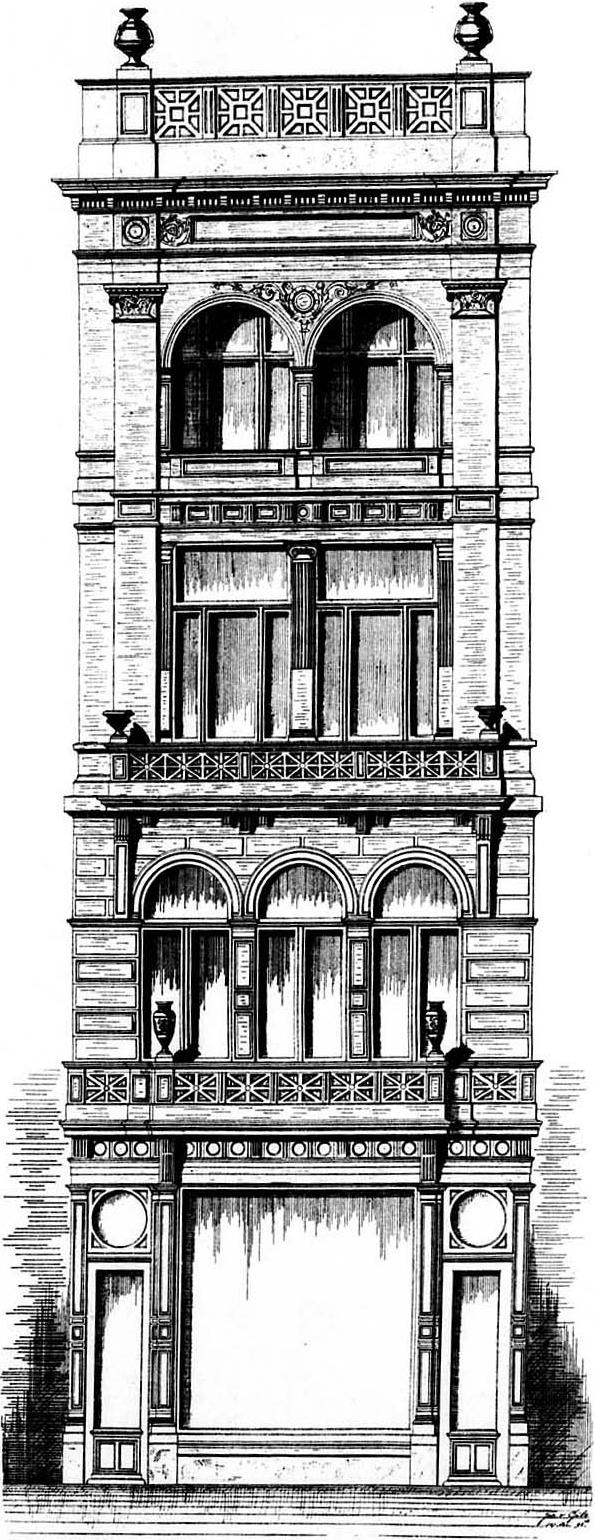
Maison, Koepoortstraat (Anvers).
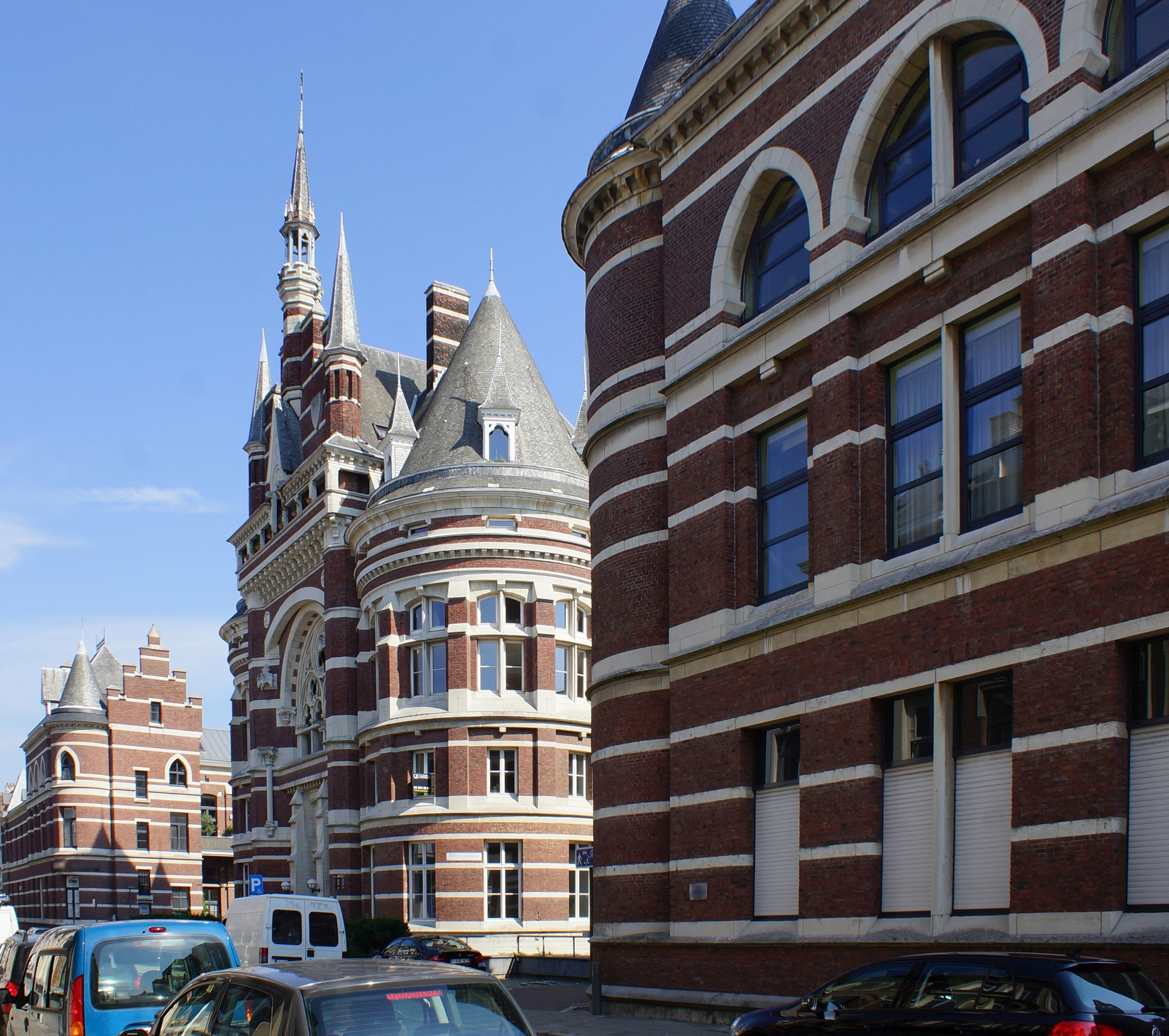
Orphelinat, puis hôpital pour enfants "Good-Engels", Professor Claraplein 1 (Anvers) (1876-1882).